# 翟譲
翟 譲（てき じょう／たく じょう、生年不詳 - 617年）は、中国の隋末の民衆叛乱の指導者。本貫は東郡韋城県（現在の河南省安陽市滑県）。

## 生涯
隋に仕えて東郡法曹となったが、616年に事件に連座して斬刑となるところ、獄吏の黄君漢の助けで脱獄した。瓦崗に逃れて隋に叛いた。単雄信・徐世勣らを迎えて、東郡と梁郡の境で公私の船を掠奪し、一万人あまりの人々を集めた。
李密・王伯当らを迎え、李密の活躍により隋の河南討捕大使張須陀を敗死させた。617年、李密の勧めで東都洛陽の攻略に乗り出し、興洛倉（現在の河南省鄭州市鞏義市）を奪取して、官倉を開き民衆にほしいままに取らせた。また裴仁基らの隋軍を撃破した。
李密を魏公に擁立して、自身は上柱国・司徒・東郡公を称した。李密は回洛倉（現在の河南省洛陽市瀍河回族区）や黎陽を奪い、王世充らの隋軍を撃破し、竇建徳や朱粲を帰服させ、裴仁基や柴孝和らを迎えて威勢は振るった。
王儒信や翟譲の兄の翟弘らが翟譲に李密の大権を奪うよう勧め、翟譲はこれを笑い飛ばしたが、李密はこのことを知って憎んだ。房彦藻や鄭頲が翟譲の貪欲不仁ぶりを李密に告発し、翟譲を排除するよう勧めた。李密は逡巡したが、やがて説得に応じ、翟譲を酒席に招いた。李密が良弓を持ち出したので、翟譲はその弓を引いてみたところ、蔡建徳に後ろから斬られた。直後に翟弘・翟摩侯（翟譲の甥）・王儒信らも殺された。